# Автомобильные номерные знаки Европейского союза

Звезды европейского флага на синей полоске есть на большинстве национальных номерных знаков.

Регистрационные знаки транспортных средств Европейского Союза (англ. англ. Vehicle registration plates of the European Union) представляют собой металлические или пластиковые таблички, прикрепляемые к механических транспортных средств с целью государственной идентификации.
Регистрационный идентификатор — это уникальный номер или буквенно-цифровой код, определяемый для каждого механического транспортного средства на месте его регистрации. В Европейском союзе номерные знаки имеют универсальный для всех государств ЕС формат.

## Формат
Общий формат ЕС был введен Постановлением Совета (ЕС) № 2411/98 от 3 ноября 1998 года и вступил в силу 11 ноября 1998 года. С левого края на номерных знаках присутствует полоска синего цвета с символом Европейского Союза (12 звезд, которые образуют круг) и кодом страны. За образец была принята модель регистрационного знака, которая ранее была введена Ирландией (1991), Португалией (1992) и Германией (1994). На номерных знаках Люксембурга флаг Европы был изображен слева с 1988 года.
Формат ЕС не является обязательным в Финляндии, Швеции, на Кипре и в Великобритании. Дания ввела формат ЕС на добровольной основе в 2009 году. Автомобили с номерными знаками ЕС не обязаны демонстрировать международный регистрационный код на белом овале, находясь в другом государстве ЕС.
Несколько стран, не входящих в ЕС, внедрили подобный формат, заменяя круг из звезд собственной символикой. Например, Норвегия на своих номерных знаках заменила символ ЕС норвежским флагом. Из тех государств, которые вошли в Европейский Союз в 2004 году, Мальта уже использовала европейские номерные знаки в то время, как Латвия, Польша и Литва перед вступлением в ЕС использовали номерные знаки ЕС с изображением своего национального флага, как и Болгария и Румыния перед своим присоединением к ЕС в 2007 году. Эти форматы действуют на территории стран, подписавших Венскую конвенцию о дорожном движении, так и формат ЕС, и норвежский формат удовлетворяет установленные Конвенцией требования.

## Список
Список регистрационных знаков всех стран-членов Европейского Союза:
| Страны-члены | Код | Фото |
| ------------ | --- | ---- |
| Австрия      | A   |      |
| Бельгия      | B   |      |
| Болгария     | BG  |      |
| Венгрия      | H   |      |
| Германия     | D   |      |
| Греция       | GR  |      |
| Дания        | DK  |      |
| Ирландия     | IRL |      |
| Испания      | E   |      |
| Италия       | I   |      |
| Кипр         | CY  |      |
| Латвия       | LV  |      |
| Литва        | LT  |      |
| Люксембург   | L   |      |
| Мальта       | M   |      |
| Нидерланды   | NL  |      |
| Польша       | PL  |      |
| Португалия   | P   |      |
| Румыния      | RO  |      |
| Словакия     | SK  |      |
| Словения     | SLO |      |
| Финляндия    | FIN |      |
| Франция      | F   |      |
| Хорватия     | HR  |      |
| Чехия        | CZ  |      |
| Швеция       | S   |      |
| Эстония      | EST |      |

## Номерные знаки для мотоциклов
Используются для мотоциклов и автомобилей, у которых есть проблемы с местом установки номерного знака, например, для такси, которые рядом с регистрационным знаком имеют дополнительные номерные знаки, и для транспортных средств, ввозимых из стран, где место для установки регистрационного знака не соответствует размерам европейских номерных знаков (например, США) .
| Страны-члены | Абр. | Фото |
| ------------ | ---- | ---- |
| Германия     | D    |      |
| Испания      | E    |      |
| Италия       | I    |      |
| Латвия       | LV   |      |
| Мальта       | M    |      |
| Польша       | PL   |      |
| Франция      | F    |      |
| Швеция       | S    |      |